# Chrétiens-démocrates (Finlande)
Pour les articles homonymes, voir Démocratie chrétienne et Parti chrétien-démocrate.
Les Chrétiens-démocrates (finnois : Kristillisdemokraatit, suédois : Kristdemokraterna) sont un parti politique finlandais fondé en 1958, anciennement appelé Ligue chrétienne finnoise (SKL).

## Histoire
Le parti est fondé en 1958, principalement par l'aile chrétienne du Parti de la coalition nationale, sous le nom de Ligue chrétienne finlandaise (Suomen Kristillinen Liitto, SKL ; Finlands Kristliga Förbund) Le parti adopte son nom actuel en 2001. 
Le parti a perdu beaucoup de ses membres au profit de plus grands partis de centre droit depuis les années 1990, principalement au profit du Parti de la coalition nationale et du Parti du centre. Ainsi, la députée Lyly Rajala et l'eurodéputée Eija-Riitta Korhola ont rejoint le Parti de la coalition nationale en 2003, et l'ancienne secrétaire du parti Annika Kokko a fait de même en 2007. 
Le parti obtient sept sièges et 5,3 % des voix lors des élections parlementaires de 2003. L'ancien président du parti Bjarne Kallis s'est présenté à l'élection présidentielle de 2006, il a obtenu 2,0 % des voix. 
Aux élections européennes de 2009, allié aux Vrais Finlandais, il obtient 69 467 voix (4,2 %, -0,1) ce qui lui permet d'avoir un député européen (+1), l'ancienne athlète Sari Essayah. Lors des élections suivantes le parti obtient 90 586 voix, soit 5,24 %, mais perd son unique député.
Le parti a été représenté au gouvernement finlandais par la ministre de l'Intérieur Päivi Räsänen du 22 juin 2011 au 29 mai 2015. 
La présidente du parti est Sari Essayah depuis 2015.

## Idéologie
Les Chrétiens-démocrates affirment suivre les principes de la démocratie chrétienne. Il met l'accent sur "le respect de la dignité humaine, l'importance de la famille et des communautés proches, la défense des faibles, l'encouragement de la débrouillardise et la responsabilité individuelle et collective, non seulement pour eux-mêmes mais aussi pour leurs voisins et le reste de la création". L'adhésion est ouverte à tous ceux qui sont en accord avec ces valeurs et ces objectifs. Le parti affirme également être engagé dans la protection de l'environnement.
Le parti est membre du Parti populaire européen (PPE).

## Organisation
Les membres anglophones du parti ont fondé leur propre section à Helsinki en 2004. En 2005, une section russophone a également été fondée à Helsinki. KD-lehti est l'hebdomadaire du parti. 

## Présidents
| Portrait                                                            | Identité                             | Période           | Période          | Durée                      |
| Portrait                                                            | Identité                             | Début             | Fin              | Durée                      |
| ------------------------------------------------------------------- | ------------------------------------ | ----------------- | ---------------- | -------------------------- |
| Pas de portrait sous licence libre disponible pour Eino Pinomaa.    | Eino Pinomaa (d) (1929 - 2020)       | 1965              | 1978             | 13 ans                     |
| Pas de portrait sous licence libre disponible pour Esko Almgren.    | Esko Almgren (en) (né en 1932)       | 1979              | 1982             | 3 ans                      |
| Jouko Jääskeläinen, 9 avril 2015.                                   | Jouko Jääskeläinen (en) (né en 1952) | 1982              | 1996             | 14 ans                     |
| Pas de portrait sous licence libre disponible pour Milla Kalliomaa. | Milla Kalliomaa (d)                  | 1997              | 2002             | 5 ans                      |
| Eija-Riitta Korhola, 14 mai 2009.                                   | Eija-Riitta Korhola (née en 1959)    | 2003              | 2003             | moins d’un an              |
| Pas de portrait sous licence libre disponible pour Annika Kokko.    | Annika Kokko (d) (née en 1967)       | 21 septembre 2003 | 13 avril 2007    | 3 ans, 6 mois et 23 jours  |
| Sari Essayah                                                        | Sari Essayah (née en 1967)           | 14 avril 2007     | 7 juin 2009      | 2 ans, 1 mois et 24 jours  |
| Peter Östman, 2012.                                                 | Peter Östman (né en 1961)            | 8 juin 2009       | 17 avril 2011    | 1 an, 10 mois et 9 jours   |
| Asmo Maanselkä, 2 juin 2020.                                        | Asmo Maanselkä (d) (né en 1981)      | 18 avril 2011     | 31 décembre 2021 | 10 ans, 8 mois et 13 jours |
| Pas de portrait sous licence libre disponible pour Elsi Juupaluoma. | Elsi Juupaluoma (d)                  | 1er janvier 2022  | 31 décembre 2023 | 1 an, 11 mois et 30 jours  |
| Pas de portrait sous licence libre disponible pour Mikko Rekimies.  | Mikko Rekimies (d)                   | 1er janvier 2024  |                  |                            |

| Portrait                                                         | Identité                            | Période         | Période        | Durée                       |
| Portrait                                                         | Identité                            | Début           | Fin            | Durée                       |
| ---------------------------------------------------------------- | ----------------------------------- | --------------- | -------------- | --------------------------- |
| Olavi Päivänsalo                                                 | Olavi Päivänsalo (d) (1916 - 1984)  | 1958            | 1964           | 6 ans                       |
| Pas de portrait sous licence libre disponible pour Ahti Tele.    | Ahti Tele (d) (1917 - 1986)         | 1964            | 1967           | 3 ans                       |
| Pas de portrait sous licence libre disponible pour Eino Sares.   | Eino Sares (d) (1907 - 1992)        | 1967            | 1970           | 3 ans                       |
| Olavi Majlander                                                  | Olavi Majlander (d) (1916 - 1978)   | 12 juillet 1970 | 1er juin 1973  | 2 ans, 10 mois et 20 jours  |
| Raino Westerholm                                                 | Raino Westerholm (en) (1919 - 2017) | 1er juin 1973   | 18 juin 1982   | 9 ans et 17 jours           |
| Pas de portrait sous licence libre disponible pour Esko Almgren. | Esko Almgren (en) (né en 1932)      | 18 juin 1982    | 4 août 1989    | 7 ans, 1 mois et 17 jours   |
| Toimi Kankaanniemi, 17 juillet 2014.                             | Toimi Kankaanniemi (né en 1950)     | 4 août 1989     | 26 mai 1995    | 5 ans, 9 mois et 22 jours   |
| Bjarne Kallis                                                    | Bjarne Kallis (né en 1945)          | 26 mai 1995     | 2 octobre 2004 | 9 ans, 4 mois et 6 jours    |
| Päivi Räsänen, 2023.                                             | Päivi Räsänen (née en 1959)         | 2 octobre 2004  | 28 août 2015   | 10 ans, 10 mois et 26 jours |
| Sari Essayah                                                     | Sari Essayah (née en 1967)          | 28 août 2015    | En cours       | 9 ans, 9 mois et 24 jours   |

## Résultats électoraux

### Élections législatives
| Année | Députés  | Votes | Rang | Gouvernement                                            |
| ----- | -------- | ----- | ---- | ------------------------------------------------------- |
| 1958  | 0 / 200  | 0,2   | 11e  | Non représenté au Parlement                             |
| 1962  | 1 / 200  |       |      | Non représenté au Parlement                             |
| 1966  | 0 / 200  | 0,5   | 9e   | Non représenté au Parlement                             |
| 1970  | 1 / 200  | 1,4   | 9e   | Opposition                                              |
| 1972  | 4 / 200  | 2,5   | 8e   | Opposition                                              |
| 1975  | 9 / 200  | 3,3   | 8e   | Opposition                                              |
| 1979  | 9 / 200  | 4,8   | 5e   | Opposition                                              |
| 1983  | 3 / 200  | 3,0   | 7e   | Opposition                                              |
| 1987  | 5 / 200  | 2,6   | 9e   | Opposition                                              |
| 1991  | 8 / 200  | 3,1   | 8e   | Gouvernement Aho (1991-1995)                            |
| 1995  | 7 / 200  | 3,0   | 7e   | Opposition                                              |
| 1999  | 10 / 200 | 4,2   | 7e   | Opposition                                              |
| 2003  | 7 / 200  | 5,3   | 6e   | Opposition                                              |
| 2007  | 7 / 200  | 4,9   | 6e   | Opposition                                              |
| 2011  | 6 / 200  | 4,0   | 8e   | Gouvernements Katainen (2011-2014) et Stubb (2014-2015) |
| 2015  | 5 / 200  | 3,5   | 8e   | Opposition                                              |
| 2019  | 5 / 200  | 3,9   | 8e   | Opposition                                              |

### Élections européennes
| Année | Sièges | %   | Rang | Groupe |
| ----- | ------ | --- | ---- | ------ |
| 1996  | 0 / 16 | 2,8 | 8e   |        |
| 1999  | 1 / 16 | 2,4 | 7e   | PPE-DE |
| 2004  | 0 / 14 | 4,3 | 7e   |        |
| 2009a | 1 / 13 | 9,8 | 8e   | PPE    |
| 2014  | 0 / 13 | 5,2 | 8e   |        |
| 2019  | 0 / 13 | 4,9 | 8e   |        |

a Alliance avec les Vrais Finlandais.

### Élections municipales
| Année | Conseillers | %   |
| ----- | ----------- | --- |
| 1972  | 124 / 11191 | 2,0 |
| 1976  | 322 / 12739 | 3,2 |
| 1980  | 333 / 12777 | 3,7 |
| 1984  | 257 / 12881 | 3,0 |
| 1988  | 273 / 12842 | 2,7 |
| 1992  | 353 / 12571 | 3,2 |
| 1996  | 353 / 12482 | 3,2 |
| 2000  | 443 / 12278 | 4,3 |
| 2004  | 392 / 11966 | 4,0 |
| 2008  | 351 / 10412 | 4,3 |
| 2012  | 300 / 9674  | 3,7 |
| 2017  | 316 / 8999  | 4,1 |

### Élections présidentielles
| Année | Candidat                 | 1er tour                 | 1er tour                 | 1er tour                 |
| Année | Candidat                 | Voix                     | %                        | Rang                     |
| ----- | ------------------------ | ------------------------ | ------------------------ | ------------------------ |
| 1994  | Toimi Kankaanniemi       | 31 453                   | 1,0                      | 9e                       |
| 2000  | aucun                    | aucun                    | aucun                    | aucun                    |
| 2006  | Bjarne Kallis            | 61 483                   | 2,0                      | 6e                       |
| 2012  | Sari Essayah             | 75 744                   | 2,5                      | 8e                       |
| 2018  | soutien à Sauli Niinistö | soutien à Sauli Niinistö | soutien à Sauli Niinistö | soutien à Sauli Niinistö |